# Canggai
Canggai is een bestuurslaag in het regentschap Aceh Barat van de provincie Atjeh, Indonesië. Canggai telt 255 inwoners (volkstelling 2010).